# Liste de ponts du Soudan
Cette liste de ponts du Soudan présente les ponts remarquables du Soudan, tant par leurs caractéristiques dimensionnelles, que par leur intérêt architectural ou historique.

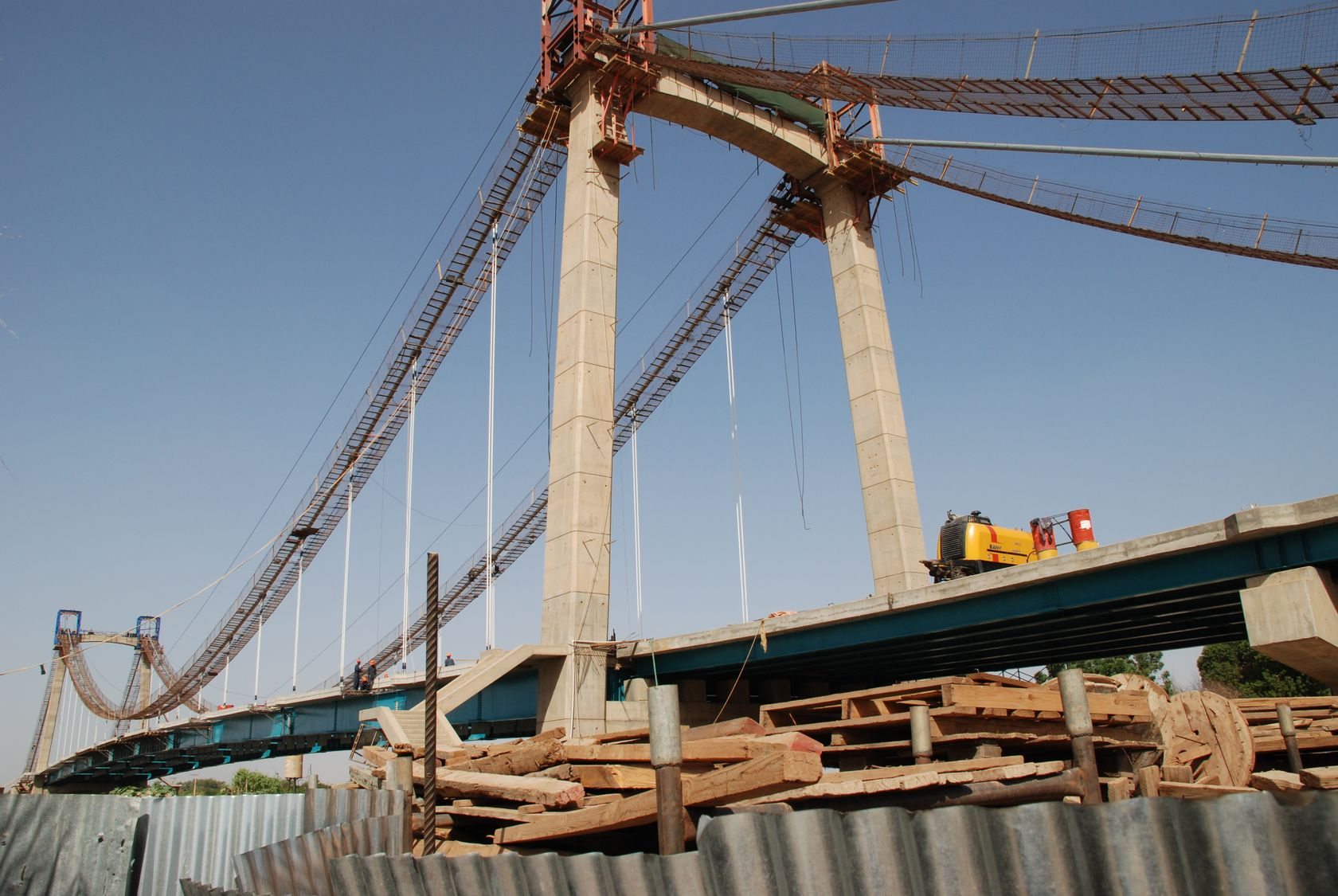
Le pont de l'île de Tuti en construction à Khartoum.

Elle est présentée sous forme de tableaux récapitulant les caractéristiques des différents ouvrages, et peut être triée selon les diverses entrées pour voir un type de pont particulier ou les ouvrages les plus récents par exemple. La seconde colonne donne la classification de l'ouvrage parmi ceux présentés, les colonnes Portée et Long. (longueur) sont exprimées en mètres. Date indique la date de mise en service du pont.

## Grands ponts
Ce tableau présente les grands ponts du Soudan (liste non exhaustive).
|  |   | Nom                   | Arabe        | Portée | Long. | Type                                              | Voie portée Voie franchie                  | Date | Localisation                                          | État     | Ref. |
|  | - | --------------------- | ------------ | ------ | ----- | ------------------------------------------------- | ------------------------------------------ | ---- | ----------------------------------------------------- | -------- | ---- |
|  | 1 | Pont de l'île de Tuti |              | 210    |       | Suspendu Tablier mixte acier/béton, pylônes béton | كبرى توتى Nil Bleu                         | 2009 | Khartoum 15° 36′ 30″ N, 32° 30′ 45,8″ E               | Khartoum |      |
|  | 2 | Pont El Mek Nimir     | جسر المك نمر | 80     | 1165  | Haubané Tablier mixte acier/béton, pylônes acier  | Al-Ma Una St. El Mek Nimir Avenue Nil Bleu | 2007 | Khartoum 15° 36′ 49,3″ N, 32° 31′ 58,1″ E             | Khartoum |      |
|  | 3 | Pont d'Omdurman       |              |        | 613   | Treillis Acier                                    | Al Mourada St. - Nile St. Nil Blanc        | 1926 | Omdourman - Khartoum 15° 36′ 46,7″ N, 32° 29′ 33,4″ E | Khartoum |      |